# Letiště JFK
Mezinárodní letiště Johna F. Kennedyho (anglicky John F. Kennedy International Airport, IATA: JFK, ICAO: KJFK, FAA LID: JFK) je letiště v New Yorku, jehož název pochází od jména amerického prezidenta Johna Fitzgeralda Kennedyho. Nachází se v jihovýchodní části města v Queensu (USA). Od centra nejznámější městské části New Yorku – Manhattan je vzdáleno asi 19 km.

## Historie
Letiště se začalo budovat v roce 1942 jako Idlewild Airport. V roce 1943 bylo přejmenováno na Major General Alexander E. Anderson Airport a v roce 1963 na John F. Kennedy International Airport.
Letoun Concorde zde létal v letech 1977 až 2003. Dne 19. března 2007 zde přistál poprvé Airbus A380. V letech 1970 – 2010 létaly na Kennedyho mezinárodní letiště také České aerolinie, nejprve se stroji Iljušin Il-62 a později s Airbusy A310.

## Řízení a struktura

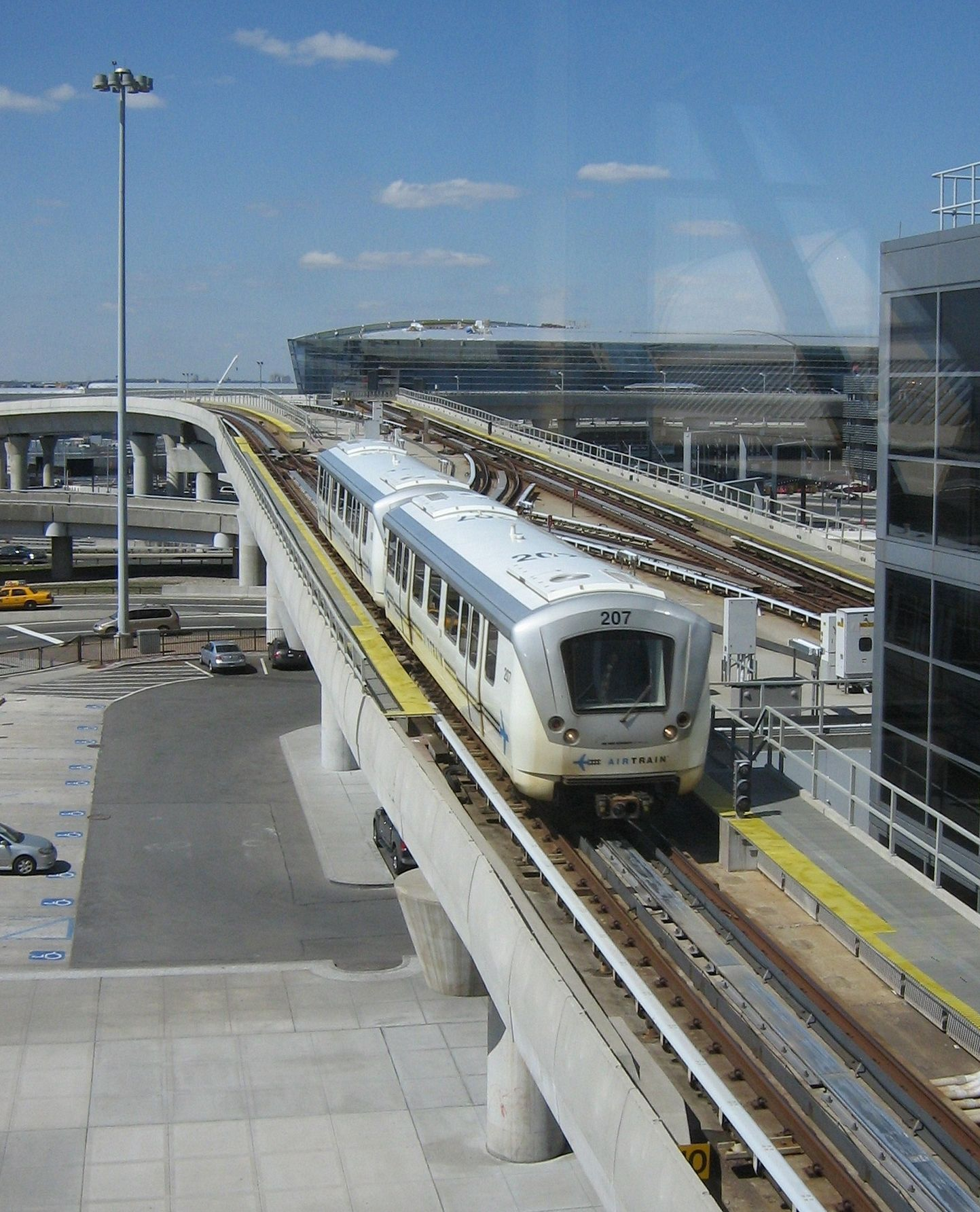
Airtrain

JFK řídí Port Authority of New York and New Jersey, který řídí rovněž další čtyři blízká letiště, a to Newark Liberty, LaGuardia, Stewartovo mezinárodní letiště a Teterboro. Je hlavním hubem pro leteckou společnost jetBlue a hlavní mezinárodní branou pro Delta Air Lines (člen téže asociace SkyTeam jako České aerolinie) a American Airlines.
V roce 2000 JFK prošlo 50 000 mezinárodních cestujících denně. Nejvíce mezinárodních spojů míří do Londýna, Paříže, Frankfurtu a Tokia. V roce 2007 se letiště postaralo o 46,9 mil. cestujících, Newark Liberty o 36,2 mil. a LaGuardia o 25,3 mil.; celkem tedy přibližně 108,4 mil. cestujících použilo některé z newyorských letišť.
Letiště má devět terminálů. Každá z leteckých společností má svůj stálý terminál, ze kterého je odbavována - pro České aerolinie to byl terminál 4, který v květnu 2001 nahradil Budovu pro mezinárodní přílety (International Arrivals Building).

## Doprava
Terminály letiště spojuje navzájem tzv. AirTrain, automaticky vedený kolejový dopravní prostředek podobný metru, jehož trasa pokračuje mimo letiště až k železniční stanici Jamaica Station a k několika trasám newyorského metra. Jízda v rámci JFK (terminály, letištní hotely, autopůjčovny, parkoviště) je zdarma, jízda mimo areál je zpoplatněna.

## Fotogalerie

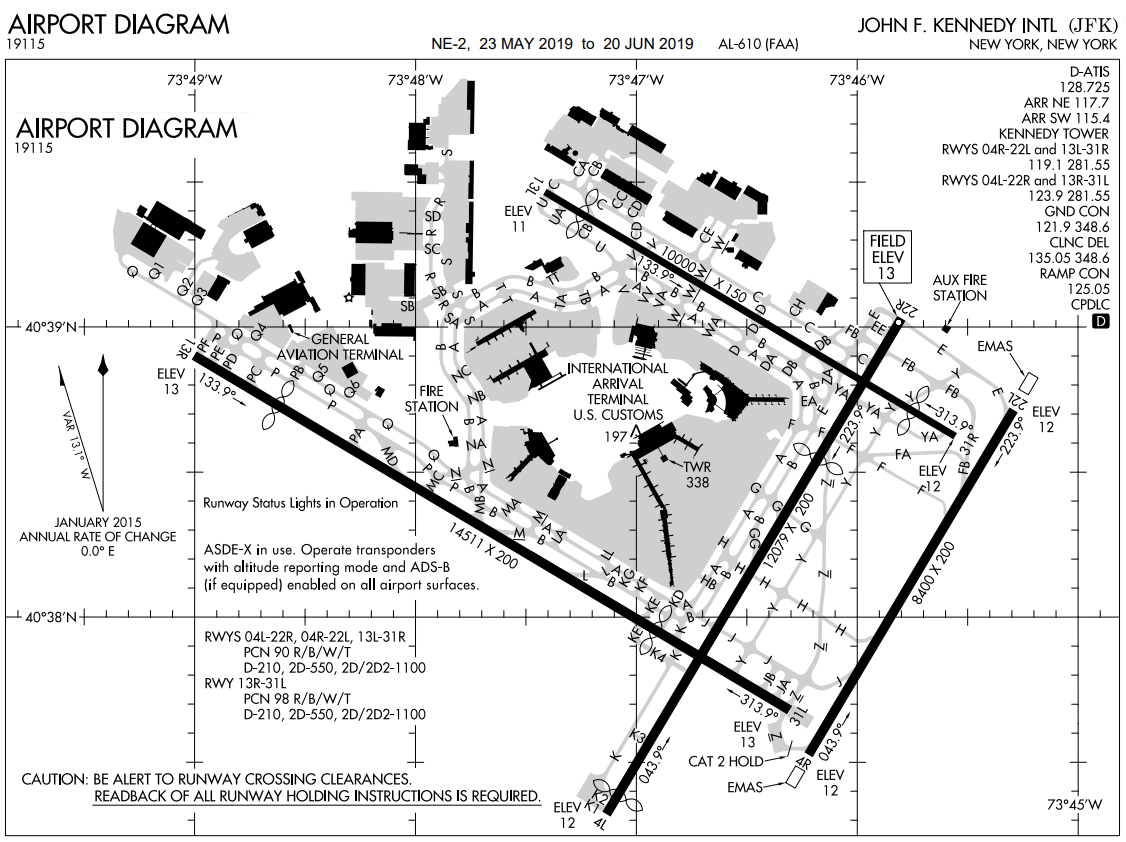
Plánek letiště
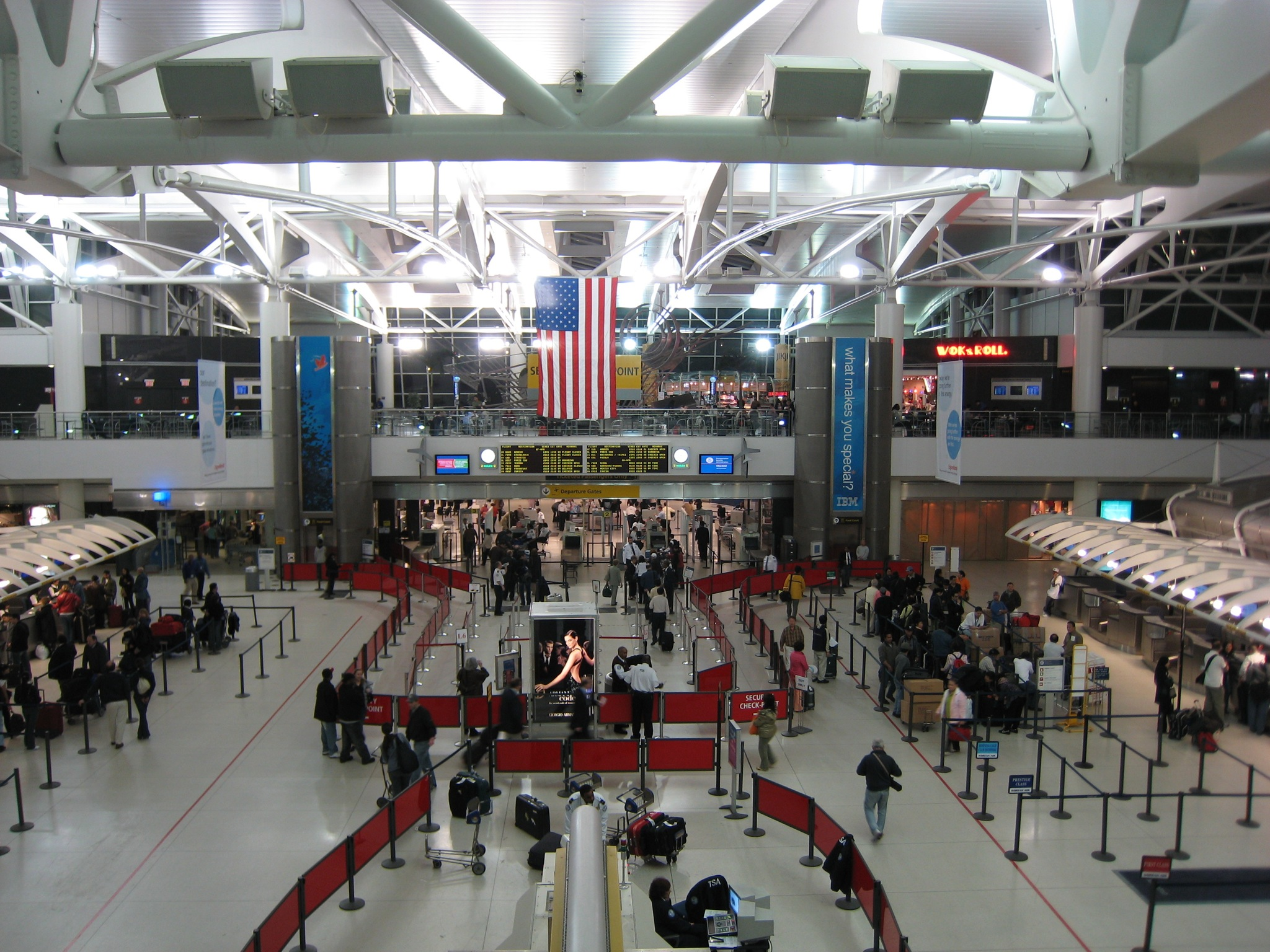
Terminal 1
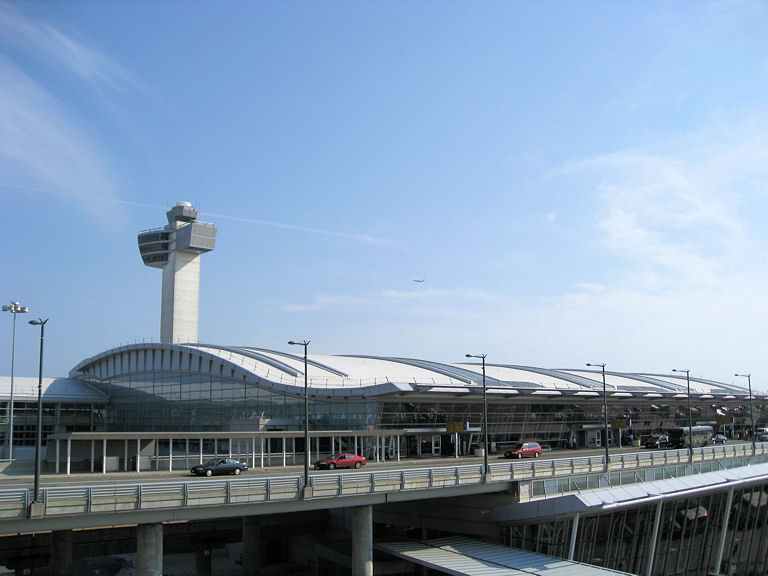
Terminal 4